# Elba (álbum de 1987)
Elba é o nono álbum de estúdio da cantora e compositora Elba Ramalho, lançado em 1987.

## Faixas
1. Ai de mim (Luiz Caldas)
2. Folia brasileira (Nando Cordel)
3. Vem ficar comigo (Dominguinhos, Nando Cordel)
4. Quero mais (Nando Cordel)
5. Ginga (Tadeu Mathias)
6. Nós destinos (Moraes Moreira)
7. Rumbaiana (Tadeu Mathias)
8. Lembrando você (Sergio Souto, Moacyr Luz)
9. Corcel na tempestade (Almir Guinéto, Adalto Magalha)
10. Da mesa pra cama (Cecéu)
11. Pot-pourri: Sina de cigarra (Jackson do Pandeiro-Delmiro Ramos) / Coração bateu (Jackson do Pandeiro-Ivo Marins) / Competente demais (Jackson do Pandeiro-Valdemar Lima) / Mundo cão (Jackson do Pandeiro-Rogéria Ribeiro) / Cantiga da pema (Jackson do Pandeiro-Elias Soares) / Eu vou pra lua (Ary Lobo-Luiz de França)

## Músicos participantes
- Zé Américo Bastos: arranjos, regência, acordeom, piano Yamaha, sintetizadores DX7 e Mirage
- Hilton Assunção: arranjos de base, violão Ovation e vocal de apoio
- Marcos Farias: arranjos e acordeom
- Dominguinhos: acordeom
- Arlindo Pipiu: baixo
- Zeppa Souza: guitarra e percussão
- Armandinho Macedo: guitarra baiana e bandolim
- Elber Bedaque: bateria
- Zizinho, Losa, Firmino, Camilo Mariano, Tinda e Cícero: percussão
- Marcelo Neves: sax tenor e soprano
- Zé Carlos: sax alto
- Moisés: trombone
- Paulinho Martins, Paulinho Roberto e Don: trompete
- Elba Ramalho, Jurema Lourenço, Jussara Lourenço, Betina, Regininha, Marcio Lott, Jaime Alem, Nair Cândia e Jurema Cândia: vocal de apoio